# Intervalo (cinema)
Intervalo é um conceito de cinema criado pelo diretor soviético Dziga Vertov, inspirado no termo homônimo na música. O intervalo cinematográfico é definido, de acordo com Vertov, como "movimento entre as imagens".

## Introdução
Em música, um intervalo é a distância entre duas notas, mensurável pela relação de suas frequências. O ouvido um pouco treinado consegue reconhecer e apreciar tais intervalos. Assim, "a música joga concretamente com o que é apenas uma relação abstrata (aritmética).

## Teoria de Vertov
É essa última observação que deu lugar à utilização metafórica do termo intervalo para designar a distância entre duas imagens moventes (dois planos), segundo teorizou o cineasta Dziga Vertov. Embora tal distância não fosse mensurável como aquela de dois sons, Vertov propunha, no entanto, fazer dela o fundamento de um tipo de cinematografia não narrativa e até mesmo não ficcional, no qual a significação e a emoção surgiriam da combinatória de tais relações abstratas.
Essa teoria de intervalos no cinema foi esboçada apenas pelo realizador soviético, mas os escritos de Vertov sobre o assunto e seus filmes mostravam que ele queria aplicá-la tanto a planos sucessivos (intervalo "melódico") quanto a imagens simultâneas (intervalo "harmônico" - como demonstraram as sobreposições múltiplas de "O homem e sua câmera", de 1929).

## Definição
Vertov definiu o intervalo como "movimento entre as imagens", conforme três pontos de vista complementares:
- molecular: o intervalo como diferença e correlação entre duas imagens, em termos de dimensões de quadro, de ângulo, de movimento, de luz, de velocidade, entre outros.

- molar (global): o intervalo como conjunto composto de correlaçõs parciais.

- biológico e ideológico: o intervalo como cálculo do "itinerário mais racional para o olho do espectador", da "fórmula visual que melhor expressa o tema essencial do filme".